# Magnus Walker
Magnus Walker (* 1967 in Sheffield) ist ein britischer Modedesigner.

## Leben
Walker wuchs in South Yorkshire auf und nahm als Heranwachsender am Camp America des American Institute For Foreign Study teil. An den Wochenenden zog es ihn von Detroit nach Los Angeles. Er wanderte 1986 in die Vereinigten Staaten aus, wo er das Modelabel Serious Clothing Brand gründete. Insbesondere bei Prominenten wie Madonna und Alice Cooper fand seine Mode Anklang. In den späten 1990er Jahren erwarb Walker ein Lagerhaus in LA, welches er zu einem Studio für Film und Fernsehen ausbaute, und in dem Stars wie Bruce Willis, Victoria Beckham, Prince und Jay-Z ein und ausgingen.
Bekanntheit in der Öffentlichkeit erlangte Walker zunächst 2012 durch den Kurzfilm Urban Outlaw von Tamir Moscovici, der sich mit der Leidenschaft Walkers für die Marke Porsche beschäftigte. In der Folge hatte er Fernsehauftritte, war in Dokumentarfilmen zu sehen und spielte sich selbst im Computerspiel Need for Speed. Zu seinem 50. Geburtstag veröffentlichte er seine Autobiografie; diese erregte auch Aufmerksamkeit beim deutschen Feuilleton, mit Besprechungen unter anderem im Der Spiegel, Die Welt, Focus und Stern.

## Filmografie (Auswahl)
- 2012: Urban Outlaw (Dokumentar-Kurzfilm)
- 2013: How I Rock It (Fernsehserie)
- 2014: Ich bin Steve McQueen (Dokumentarfilm)
- 2015: The Joe Rogan Experience (Fernsehserie)
- 2015: Need for Speed (Computerspiel)
- 2016: Motor City Outlaw (Dokumentar-Kurzfilm)
- 2017: Jay Leno’s Garage (Fernsehserie)